# Peñaflor (kommunhuvudort)
Peñaflor är en kommunhuvudort i Spanien.   Den ligger i provinsen Provincia de Sevilla och regionen Andalusien, i den södra delen av landet, 300 km söder om huvudstaden Madrid. Peñaflor ligger 68 meter över havet och antalet invånare är 3 688.
Terrängen runt Peñaflor är platt åt sydost, men åt nordväst är den kuperad. Runt Peñaflor är det ganska tätbefolkat, med 60 invånare per kvadratkilometer. Närmaste större samhälle är Palma del Río, 5,7 km öster om Peñaflor. Trakten runt Peñaflor består till största delen av jordbruksmark.